# Tysklands Davis Cup-lag
Tysklands Davis Cup-lag styrs av tyska tennisförbundet och representerar Tyskland i tennisturneringen Davis Cup, tidigare International Lawn Tennis Challenge. Tyskland debuterade i sammanhanget 1913. De har vunnit turneringen 1988, 1989, 1993, samt förlorat finalerna 1970 och 1985.